# Micranthes hitchcockiana
Micranthes hitchcockiana là một loài thực vật có hoa trong họ Saxifragaceae. Loài này được (Elvander) Brouillet & Gornall mô tả khoa học đầu tiên năm 2008.